# Wolfgang
Wolfgang — совместный альбом лидера рок-группы «АукцЫон» Леонида Фёдорова и контрабасиста Владимира Волкова, на стихи Дмитрия Озерского. Презентация альбома состоялась 17 сентября 2010 года  в Центральном доме художника в Москве.

## Об альбоме
Пять треков из десяти написаны Леонидом Фёдоровым и Владимиром Волковым для спектакля Алексея Аграновича «Каменный гость». Это в основном инструментальные композиции («Пролог», «Хуан Да Анна», «В Мадрид» и «Wolfgang»), а также песня «На Дне», исполняемая в спектакле актрисой Викторией Толстогановой, но вошедшая на диск в исполнении Леонида Фёдорова под гитарный аккомпанемент. Несмотря на своё название, мелодекламация «Гость» в спектакль не входит.
В альбом также вошла инструментальная композиция «В Париж», ещё один саундтрек к мультфильму «Тётушка Крапива» «Девочка и мяч», песня «На краю» и финальный «Эпилог», в процессе которого Леонид Фёдоров вступает в диалог со слушателем:
По твоим разбежавшимся в стороны узким глазам я, скорее всего, склонен думать, что ты и не то что не понял, а даже не понял того, что ты должен хотя бы чуть-чуть попытаться здесь где-то хотя бы чего-то понять!

## Список композиций
1. Пролог (3:45)[2]
2. Гость (4:27)
3. Хуан да Анна (3:00)[2]
4. На дне (2:27)[2]
5. В Париж (2:10)
6. Девочка и мяч (5:40)[3]
7. В Мадрид (2:17)[2]
8. На краю (4:15)
9. Wolfgang (2:48)[2]
10. Эпилог. Понял, да? (3:53)[2]

## В записи приняли участие
- Владимир Волков — контрабас, электрический контрабас, виола да гамба, виолон, синтезатор, фортепиано, перкуссия, труба, окарина, металлофон, гром
- Леонид Фёдоров — голос, гитара, гавайская гитара, синтезатор, перкуссия
- Светлана Озерская и Лидия Фёдорова — бокалы (2)
- Лидия Фёдорова — вокал (8)